# ヌーラ・ニー・ゴーノル

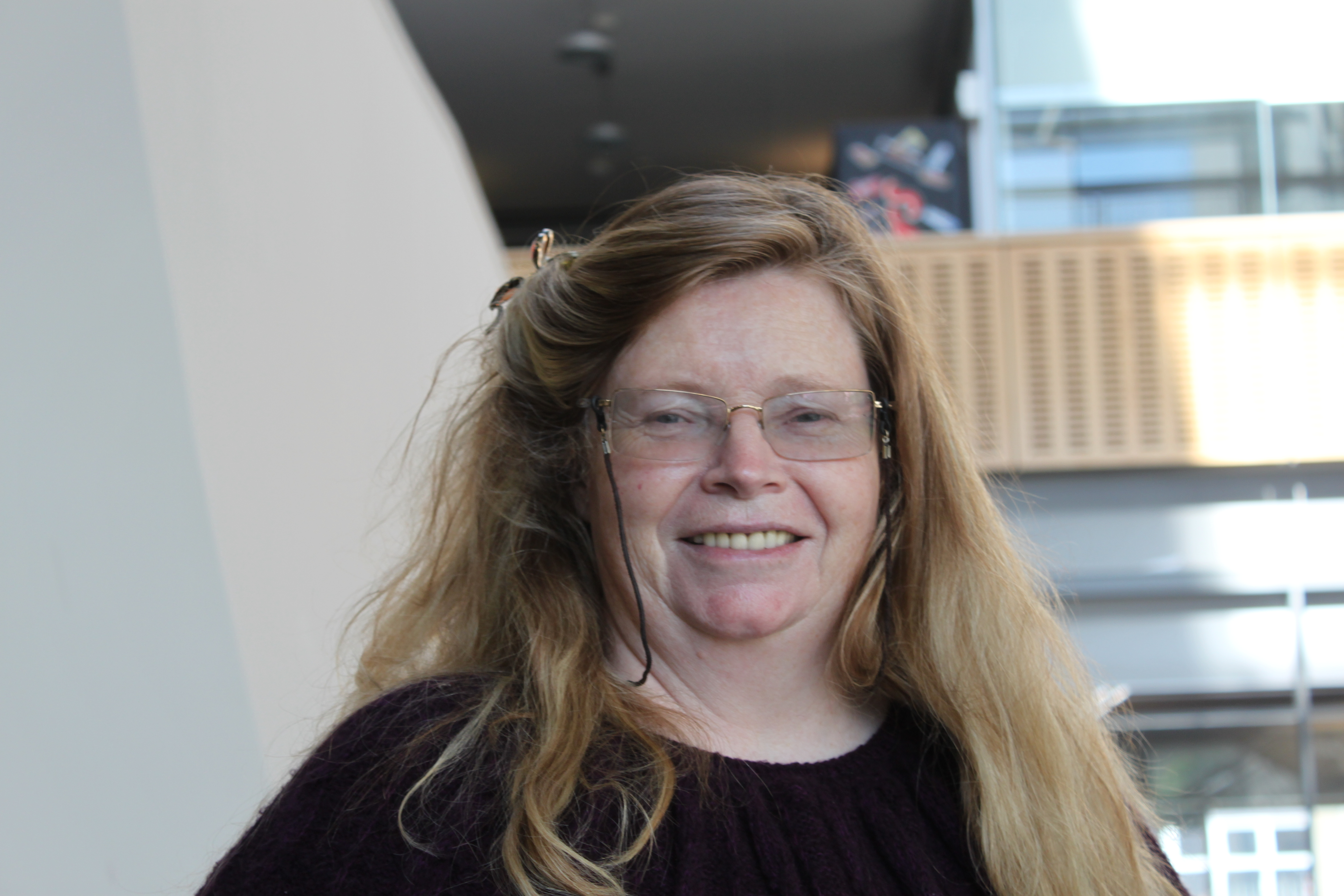
ヌーラ・ニー・ゴーノル（2010年5月、ベルファストにて）

ヌーラ・ニー・ゴーノル（アイルランド語: Nuala Ní Dhomhnaill 、アイルランド語発音: [ˈn̪ˠuəlˠə n̠ʲiː ˈɣoːnˠəl̠ʲ]、1952年生）はアイルランドの詩人である。アイルランド語で詩作しており、「二〇世紀最高のアイルランド語詩人」と称されている。

## 来歴
イングランドのランカシャーでアイルランド人の両親のもとに生まれた。両親は医師であった。5歳の時にアイルランドに引っ越し、ゲールタハトで育った。自身はアイルランド語話者だったが、母は娘を英語を話すように育てた。父とその一族は非常にアイルランド語に堪能で日常生活ではアイルランド語を話していたが、母はアイルランド語ではなく英語を話したほうが娘にとっては将来、暮らしやすいだろうと考えていた。赤毛であったため、幼少時はそのことをからかわれることもあったという。
コーク大学に在学中にアイルランド語で著作する詩人として同人活動を始め、1981年にAn Dealg Droighin （『サンザシのとげ』）でデビューした。1986年にマイケル・ハートネットによって英訳で英語圏に紹介され、1990年にはアイルランド語と英訳の対訳詩集である『ファラオの娘』が公刊され、注目されるようになった。キャリア初期には自らアイルランド語の詩を英訳していたが、その後はあまり自作の英訳はしなくなった。アイルランド語に堪能な訳者は少ないため、日本語訳も含めてニー・ゴーノルの詩を翻訳する際は英語訳を補助的に使用している場合が多い。評価が高かったにもかかわらず、経済的には恵まれておらず、1991年にアメリカアイルランド基金文学賞の賞金をもらうまで生活が苦しかったという。

## 評価
「二〇世紀最高のアイルランド語詩人」と称される。英語の影響が大きいアイルランドにおいてアイルランド語のみで書く詩人の数は多くないが、その中の第一人者として評価が高い。「父権主義的なアイルランドの社会で抑圧されてきた女性の声を代弁」する作家であるとされ、フェミニズム的な詩人であると評価されている。

### 受賞
ニー・ゴーノルはさまざまな賞や賞金を受賞している。フランス語、ドイツ語、ポーランド語、イタリア語、ノルウェー語、エストニア語、日本語、英語などに作品が翻訳されており、それによって多数の国際的な賞を受賞している。ニー・ゴーノルはアイルランドで最も有名なアイルランド語作家である。1991年にはアメリカアイルランド基金文学賞を受賞した。2001年から2004年まではアイルランド詩学教授であった。ニー・ゴーノルの文書はボストンカレッジのバーンズ図書館に保存されている。2018年3月に詩の業績でZbigniew Herbert International Literary Awardを受賞した。

## 影響
津軽三味線奏者の2代目高橋竹山はニー・ゴーノルの日本語訳から影響を受けた。また、芸術家の大坪美穂もニー・ゴーノルの詩にヒントを得た作品を作っている。

## 著書

### 詩集
- An Dealg Droighin (Cló Mercier, 1981)
- Féar Suaithinseach (Maigh Nuad, 1984)
- Feis (Maigh Nuad, 1991)
- Pharaoh's Daughter (1990)
- The Astrakhan Cloak (1992, Translated by Paul Muldoon)
- Spíonáin is Róiseanna (Cló Iar-Chonnachta, 1993)
- Cead Aighnis (An Sagart, An Daingean, 1998)
- The Water Horse: Poems in Irish (Gallery, 1999, Aistriúcháin le Medbh McGuckian agus Eiléan Ní Chuilleanáin)
- Northern Lights (Gallery Press, 2018)

### 選集
- Rogha Dánta/Selected Poems (Raven Arts, 1986, Translated by Michael Hartnett)

### 戯曲
- Jimín (Children's drama, Dublin, 1985)

## 日本語訳
- 『ヌーラ・ニー・ゴーノル詩集 : ケルトの声を運ぶ船』佐野哲郎、大野光子訳、修学社、1994。
- 『ファラオの娘 : ヌーラ・ニー・ゴーノル詩集』大野光子訳編、思潮社、2001（1990年刊行Pharaoh's Daughterと収録作品は同じではない[6]）。

### 関連文献
- Hawley, John C (1996). Cross-Addressing: Resistance Literature and Cultural Borders. SUNY Press. ISBN 0791429288
- Se-well, Frank C (2001). Modern Irish Poetry: A New Alhambra. OUP Oxford. ISBN 0191584355